# Карл фон Штюрґк
Карл фон Штюрґк (нім. Karl von Stürgkh; 30 жовтня 1859, Грац, Австрійська імперія — 21 жовтня 1916, Відень, Австро-Угорщина) — австро-угорський державний діяч, граф. Міністр-президент Цислейтанії в 1911-1916.
Відомий як автор ідеї про розпуск Рейхсрата в березні 1914. Під час липневої кризи виступав за проведення без схвалення парламенту військової операції проти Сербії. Перебуваючи на посаді, загинув в результаті замаху, скоєного соціал-демократом Фрідріхом Адлером.

## Життя і кар'єра
Штирійський землевласник. У 1891 став депутатом Рейхсрата, входив до групи «Вірні конституції великі землевласники» (Verfassungstreuer Großgrundbesitz). Після введення в 1907 загального виборчого права для чоловіків, Штюрґк був змушений покинути парламент. У 1909-1911 — міністр освіти в кабінетах Ріхарда фон Бінерт-Шмерлінга і Пауля Ґауча фон Франкентурна.
28 жовтня під час заворушень у Відні, викликаних підвищенням цін, імператор Франц Йосиф прийняв відставку уряду Ґауча і доручив Штюрґку формування нового кабінету.
Перебуваючи на посаді глави уряду Штюрґк конфліктував з Рейхсратом. Парламентський регламент не передбачав заходів проти обструкції, яку широко практикували чеські депутати. Уряд широко використовував практику відкладення скликання засідань Рейхсрата і відповідно до діючої Конституції (1867) здійснювало управління за допомогою тимчасових імператорських розпоряджень (Kaiserlicher Verordnungen). 14 березня 1914 скликання Рейхсрата було відкладене на 4 місяці і в результаті депутати виявилися усунені від прийняття державних рішень після вбивства ерцгерцога Франца-Фердинанда, в ході липневої кризи.
В ході кризи, що розгорнулася влітку 1914, Штюрґк приєднався до «військової партії», що виступала за проведення жорсткої політики щодо Сербії (міністр закордонних справ Берхтольд, начальник генерального штабу Гетцендорф, міністр фінансів Білінський, військовий міністр Кробатін).
Після початку війни уряд Штюрґка, незважаючи на події, що розгорталися, не пішов, на відміну від інших залучених в конфлікт держав, на скликання надзвичайної сесії парламенту і продовжив практику видання імператорських розпоряджень замість законів. Були введені обмеження основних прав громадян, в тому числі свободи друку. Вимоги опозиції про скликання Рейхсрата були відхилені.

## Загибель
21 жовтня 1916 Штюрґк був застрелений соціал-демократичним політиком Фрідріхом Адлером під час обіду в ресторані готелю «Meissl & Schadn» у Відні. Адлер дочекався, коли Штюрґк сяде за столик, дістав револьвер і зробив 3 або 4 постріли в голову глави уряду. Після цього він вигукнув «Геть абсолютизм, ми хочемо миру!» Вбивця був засуджений до смертної кари, однак потім помилуваний імператором Карлом I і засуджений до 18 років в'язниці. Амністований імператором восени 1918.